# Битва за Ірпінь (книга)
«Битва за Ірпінь» — книга Петра Щербини, видана українською мовою у грудні 2022 року видавництвом «Саміт-книга». Книга розповідає про події, які відбувалися наприкінці лютого — у березні минулого року в місті Ірпінь Київської області. У книзі опубліковано відгуки про ірпінські події відомих у світі людей, список підрозділів, які виконували бойові завдання в районі міста Ірпінь, а також згадано героїв, які віддали своє життя за Ірпінь.

## Зміст
Книга «Битва за Ірпінь» є першим зібранням оповідей безпосередніх учасників оборони міста-Героя Ірпеня: цивільних людей, які взяли зброю і сформували територіальну оборону міста; ветеранів АТО, яким вдруге до- велося стати до захисту України — цього разу вже свого міста; лікарів, волонтерів та чиновників, які не покинули рідний Ірпінь. Усі, на чиїх розповідях базується книга, мають невимовне бажання, щоб вся Україна та світ дізналися правду про події, які відбувалися в Ірпені — від першого бою на блок-посту «Жираф» до порятунку десятків тисяч людей через «Дорогу життя».

## Видання
Українською мовою книга вийшла у 2022 році; 26 січня 2023 року відбулась її презентація у Києві.
Над книгою працювали: видавництво «Саміт-книга», автор Петро Щербина, фотограф Олег Гриб, фотограф Юрій Верес, ілюстратор Вадим Грінченко, художник Владислав Задворський, художник Катерина Ведмідь.
Книгу надруковано на замовлення Державного підприємства «Центр захисту інформаційного простору України» за результатами відкритих мистецьких конкурсів Міністерства культури та інформаційної політики України.

## Зміст
У книзі міститься щоденна хронологія боїв за місто Ірпінь та подій після деокупації міста з 24 лютого по 2 квітня 2022 року, враження про події в Ірпені 2022 року міністра закордонних справ Великої Британії Джеймса Клеверлі, Міністра оборони Нової Зеландії Пені Хенаре, президентки Греції Катерини Сакелларопулу, японського піаніста Темпей Накамура, головнокомандувача Збройних сил Литви Вальдемараса Рупшіса, французького кінорежисера-документаліста Філіпа Азуле. «Битва за Ірпінь» містить перелік Героїв з числа місцевої тероборони, які віддали своє життя у боях за Ірпінь; список підрозділів, що виконували бойові завдання в районі міста Ірпінь; історичну довідку про Ірпінську битву 1918 року між військами УНР та радянською армією.
Відгуки про книгу «Битва за Ірпінь» залишили в книзі Ірпінський міський голова Олександр Маркушин, Народний депутат України Мар'ян Заблоцький, українська тележурналістка та громадська діячка Яніна Соколова, український рок-музикант та соліст гурту «Друга Ріка» Валерій Харчишин, Народний депутат України Іван Шинкаренко, засновник проекту «Добробат» Віктор Андрусів, Ірпінський міський голова 2014-2018 років та голова Інвестиційної ради Ірпеня Володимир Карплюк, радник Міністра внутрішніх справ України Ростислав Смірнов.
Під час «Битви за Ірпінь» в лютому-березні 2022 року загинули захисники Ірпеня з Ірпінської територіальної оборони: Алєксєєв Юрій Львович, Анацький Костянтин Андрійович, Близнюк Сергій Юрійович, Бойченко Михайло Сергійович, Вигінний Євгеній Володимирович, Владимиров Володимир Вікторович, Гусєв Віталій Олександрович, Дворніков Андрій Андрійович, Дідківський Ігор Миколайович, Дмитренко Сергій Володимирович, Іващик Олександр Сергійович, Казімір Олексій Костянтинович, Калінін Юрій Володимирович, Коваль Віктор Олександрович, Козлов Василь Борисович, Колєсніков Анатолій Дмитрович, Коломієць Олександр Іванович, Костюченко Андрій Миколайович, Кривенко Віталій Віталійович, Кроткіх Ігор Львович, Кульков Сергій Олександрович, Литкін Олександр Вікторович, Любимов Артем Валерійович, Люков Руслан Юрійович, Малюк Сергій Павлович, Можейко Олександр Анатолійович, Нощенко Сергій Іванович, П'ятниця Юрій Сергійович, Пасічник Євген Володимирович, Пасько Дмитро Вікторович, Пономаренко Володимир Михайлович, Сєропов Федір Асатурович, Сидорчук Сергій Валерійович, Смірнов Сергій Олексійович, Сухих Ігор Володимирович, Українець Дмитро Анатолійович, Шевчук Олег Вікторович. Вони згадані у книзі.

## Відгуки
- «Для Міністерства культури та інформаційної політики одним із пріоритетів є видання таких книжок, для того щоб зберігати національну пам'ять, зберігати як у друкованій, так і в інших формах інформацію про ті й трагічні, і героїчні події, які відбуваються в нашій державі: те, що відбувалося у 2022 році, те, що відбувається зараз. У минулому році ми проводили конкурс „Книга на зміцнення національної єдності“. І я дуже радий, що видавництво подало цей безцінний проєкт і він був реалізований. А в майбутні роки, можливо, і століття, він залишатиметься цінною знахідкою, цінною інформацією для всіх майбутніх поколінь про те, що відбувалося з нами на нашій землі», — заступник міністра культури та інформаційної політики Тарас Шевченко[3].

- «Тоді маленьке місто не пропустило ворога до столиці України — Києва. На жаль, ціною життя 39 захисників — бійців територіальної оборони Ірпеня та військовослужбовців ЗСУ. І ця книга — це знак пошани до їхнього подвигу. Гортаючи сторінки книги „Битва за Ірпінь“, читач поринає в події весни минулого року — від боїв на блок-постах до евакуації цивільного населення „Дорогою життя“ під мостом на Романівці», — Ірпінський міський голова Олександр Маркушин[4].

- «Чудова ілюстрована книга, яка хронологічно описує, як місцева ТРО за підтримки ГУР та ЗСУ відбивала навалу окупантів. Це важлива історія, яка має надихати нас сьогодні, коли приходять сумні новини з фронту. Маємо пам'ятати як саморганізовані ТРО громили колони російської техніки. Ці спогади піднімають моральний дух і віру в перемогу», — політолог Віктор Андрусів[5].

## Вибрані цитати
| Бійці ірпінської тероборони “Шрек”, “Хотабич”, “Ден”, “Сармат” та “ВДВ” вирушили розвідгрупою від “Караван-Гали” до “Окко”. Друга частина Ірпінської тероборони, група Олексія Зубача, Миколою Зубачем, Романом Зубачем, Іваном Микитюком, Олексієм Хуторянським, Іваном Арським, Денисом Красинським, Ігорем Сухих, Дмитром Палащенком, Максимом Палащенком, Денисом Рубахіним, Олегом Чураковим та хлопцями, які раніше воювали в розвідці в\ч 3027 «Барс», знаходилася в лісі за приватним сектором з боку АЗС “Окко”. Також біля повороту на Гостомель була група бійців “Каскада”. До хлопців приєдналися Віталій Личко, Ігор Прудкий, Генадій і Віталій Цимборовичі[6] |.
| Горить обстріляний окупантами торговий центр «Жираф». Від ворожих обстрілів загорілися три приватні житлові будинки на вулиці Озерній. Командир штурмового взводу Ірпінської ТРО Ростислав Чернобровий та командир роти Володимир «Повстанець» Коротя зателефонували ветерану АТО з позивним «Пятно» і повідомили, що тероборона Ірпеня тримає місто. «Пятно» в свою чергу зателефонував побратиму «Бороді», який прислав на підмогу понад 50 «АЗОВців» та добровольців[6] |.